# Фалкенщайн (Хесен)
Фалкенщайн (на немски: Falkenstein; Falkensteiner) е благородническа фамилия от Хесен, наречена на замък Фалкенщайн в Пфалц.
Филип VII фон Фалкенщайн-Мюнценберг е издигнат на граф през 1397 г.
- Замък Фалкенщайн (Пфалц)
- Замък Нойфалкенщайн (Таунус)
- Замък Мюнценберг

## Известни
- Филип II фон Боланден († 1198)
- Вернер III фон Боланден († 1221), негов син, женен за Агнес фон Изенбург-Браунсберг
- Филип I фон Фалкенщайн († 1271), господар на Боланден и Фалкенщайн, син на Вернер III фон Боланден, женен пр. 1237 г. за наследничката Изенгард фон Мюнценберг[1]
- Вернер I фон Фалкенщайн († 1298/1300), господар на Мюнценберг и Фалкенщайн, син на Филип I фон Фалкенщайн
- Филип II фон Фалкенщайн († 1293), господар на Мюнценберг, син на Филип I фон Фалкенщайн
- Филип III фон Фалкенщайн († 1322), господар на Фалкенщайн, Мюнценберг и Лих, син на Вернер I фон Фалкенщайн
- Филип IV фон Фалкенщайн († 1312), син на Филип III
- Куно II фон Фалкенщайн-Мюнценберг († 1333), син на Филип III
- Улрих I фон Фалкенщайн († 1300), син на Филип II
- Филип IV фон Фалкенщайн († сл. 1328), син на Филип II
- Йохан I фон Фалкенщайн († 1365), господар на Мюнценберг, син на Филип IV
- Куно II фон Фалкенщайн († 1388), архиепископ на Трир (1362 – 1388), син на Филип IV
- Филип V фон Фалкенщайн († 1343), господар на Мюнценберг и Лаубах, син на Филип IV
- Филип VI фон Фалкенщайн († 1370/1373), син на Куно II
- Улрих III фон Фалкенщайн († 1365), син на Филип V
- Филип VII фон Фалкенщайн († 1410), господар на Мюнценберг, фогт на Ветерау, син на Филип V
- Вернер фон Фалкенщайн († 1418), архиепископ на Трир (1388 – 1418) като Вернер III, син на Филип VI
- Филип VIII фон Фалкенщайн († 1407), син на Филип VI
- Улрих фон Фалкенщайн († 1379), домхер и архидякон в Трир, син на Филип VI
- Куно фон Фалкенщайн († 1402), свещеник в Кобленц, син на Филип VI